# Labubu
Labubu é uma marca de brinquedos de pelúcia criada pelo designer de Hong Kong Kasing Lung e comercializada pela Pop Mart.

## História
Labubu é um personagem criado por Kasing Lung, um artista nascido em Hong Kong e criado na Holanda. Ele faz parte da série de histórias The Monsters, de Lung, que foi influenciada pelo folclore nórdico e pela mitologia que ele apreciava durante a infância.
Labubu foi apresentado pela primeira vez em 2015 e ganhou mais reconhecimento em 2019, após uma colaboração com a Pop Mart. Essa parceria aumentou a popularidade de Labubu entre os colecionadores. Desde então, os bonecos Labubu passaram a ser produzidos em diversas versões.

## Design
Os Labubus são descritos como tendo uma aparência brincalhona, mas levemente feroz. Eles apresentam um corpo peludo e arredondado, olhos grandes, orelhas pontudas e um conjunto de dentes afiados que formam um sorriso travesso. A tribo inclui personagens como Zimomo, Mokoko, Tycoco, Spooky, Pato e Labubu.
Os Labubus são vendidos em caixas-surpresa (blind boxes), que contêm um brinquedo escolhido aleatoriamente de uma determinada série.

## Recepção
O brinquedo ganhou grande atenção em abril de 2024, depois que Lisa, integrante do grupo de K-Pop Blackpink, foi vista com ele — tanto como bicho de pelúcia, quanto como chaveiro preso em sua bolsa. Isso deu início a uma tendência que rapidamente contribuiu para o crescimento da popularidade do brinquedo na Tailândia e em outras partes do Sudeste e Leste Asiático.
O relatório provisório da Pop Mart de 2024, divulgado em 20 de agosto, afirmou que a linha "The Monsters" gerou vendas de 6,3 bilhões de yuans chineses (aproximadamente 87 milhões de dólares americanos) apenas no primeiro semestre do ano.